# الدوري الهولندي الدرجة الأولى 2016–17
الدوري الهولندي الدرجة الأولى 2016–17 (بالهولندية: Eerste divisie 2016/17)‏ هو موسم من الدوري الهولندي الدرجة الأولى. كان عدد الأندية المشاركة فيه 20، وفاز فيه في في في فينلو.